# غوردون ستاوت
غوردون ستاوت (بالإنجليزية: Gordon Stout)‏ هو فنان إيقاعي وملحن أمريكي، ولد في 5 أكتوبر 1952 في ويتشيتا في الولايات المتحدة.

## وصلات خارجية
- الموقع الرسمي
- غوردون ستاوت على موقع ميوزك برينز (الإنجليزية)
- غوردون ستاوت على موقع أول ميوزيك (الإنجليزية)
- غوردون ستاوت على موقع ديسكوغز (الإنجليزية)